# Viaggio attraverso l'impossibile
Viaggio attraverso l'impossibile (Voyage à travers l'impossible) è un film fantastico del 1904 realizzato da Georges Méliès, considerato uno dei suoi capolavori, sia per la complessità che per la vivacità della narrazione.

## Caratteristiche

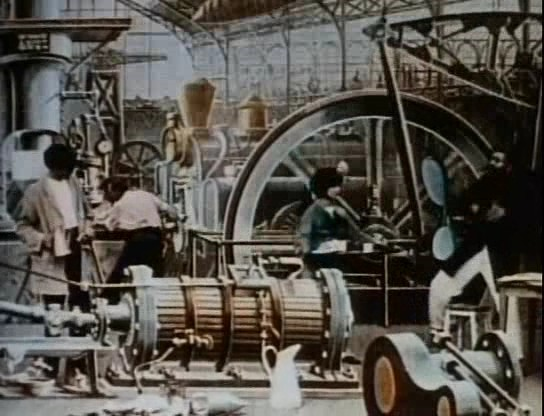
Il "quadro" dell'officina

Il film è composto a "quadri" o a "stazioni", singole inquadrature fisse dove si svolge una scena: alcune durano pochi secondi (come quando il treno precipita), altre alcuni minuti e sono spesso trattate come singoli episodi con scenette buffe che ne articolano la composizione.
Del film ci è pervenuta una pregevole versione colorata a mano. Il film riprende e sviluppa lo schema del Viaggio nella Luna, del 1902.
Le inquadrature spesso non sono perfette e tagliano fuori alcuni elementi sui lati: questo perché la cinepresa di tipo Lumière, che Méliès adoperava, non era ancora dotata di mirino, per cui l'inquadratura era spesso basata solo sul buon senso e l'esperienza dell'operatore.
La messinscena ricorda una farsa teatrale, dove però la scenografia cambia al ritmo di poche decine di secondi, con un ritmo quindi giocosamente "frenetico" per l'epoca e lo stile di un allegro balletto.
Le scene senza commento sonoro o didascalie risultano piuttosto difficili nella comprensione. Il pubblico però all'epoca era aiutato dalla figura dell'imbonitore, cioè un narratore fisicamente presente in sala che spiegava e coloriva con battute il senso della storia mostrata. Questa figura gradualmente sparì dalle rappresentazioni cinematografiche successive.

## Trama

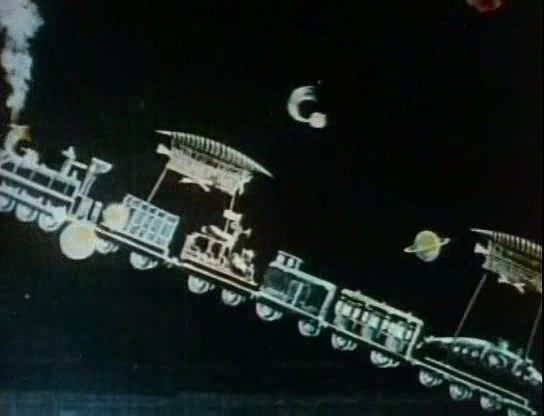
Il treno vola in cielo

Il professor Craziloff (da "crazy", una sorta di scienziato pazzo) ha brevettato un mezzo che raduna tutte le conoscenze in fatto di trasporto (treno, auto, mongolfiera, sottomarino, ecc.). Con questo organizza uno straordinario viaggio con alcuni compagni, tra i quali un giovane assistente pasticcione. Dopo una tappa in Svizzera, il convoglio usa una montagna come trampolino e arriva in cielo, dove viaggia tra stelle di cartone, animate da avvenenti ballerine. Infine giunge nientemeno che sul Sole. Da qui, dopo alcune avventure, il gruppo riparte tuffandosi verso la terra, dove sprofonda nel mare con la cabina sommergibile, e dove fa un incontro con un mostro marino; infine approda a un porto, dove il gruppo viene riconosciuto dalla popolazione locale e, facendo festa, rientra trionfalmente in città.
Il film è intriso dei miti del positivismo, che vedeva nelle macchine e nelle nuove invenzioni i mezzi per raggiungere qualsiasi scopo per il progresso della civiltà.

## I "quadri"
I quadri sono 26

### Primo quadro: l'Istituto della Geografia Incoerente

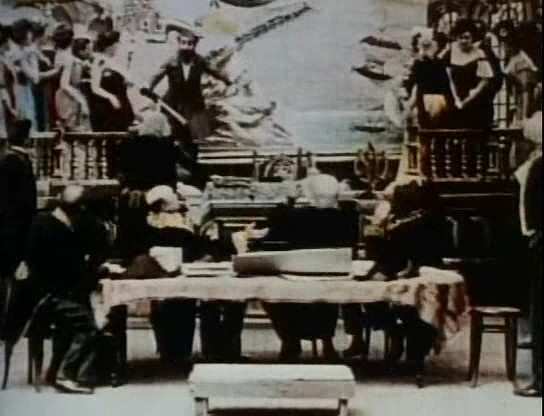
Presentazione del progetto

All'Istituto della "Geografia Incoerente" (una satira degli istituti scientifici), i membri sono riuniti per discutere di un nuovo viaggio straordinario. Il presidente annuncia l'arrivo dell'ingegner Mabouluff (nella versione francese) o Craziloff (nella versione inglese) che, tramite un disegno che srotola da soffitto, mostra il suo progetto per un mezzo di trasporto che includa tutti i mezzi di locomozione conosciuti. Applaudito entusiasticamente, ottiene dal congresso dell'Istituto di continuare il suo progetto.

### Secondo quadro: l'officina
La seconda scena si svolge nell'officina dove Craziloff sta sovrintendendo alla costruzione dei vari vagoni del treno fantastico. La scena, ambientata in un capannone in ferro battuto tipico dell'epoca, mostra una grande ruota meccanica che gira, uno stantuffo in primo piano e operai indaffarati in più attività. Il tema della fabbrica era fondamentale per l'ottica positivista a cavallo tra Otto e Novecento.
Craziloff è al suo banco sulla destra (da notare l'inquadratura che ne taglia una parte, per via della fotografia intuitiva che la cinepresa di fabbricazione Lumière rendeva necessaria, essendo ancora sprovvista di mirino). Qui avviene la prima delle scenette comiche che arricchiscono alcuni dei quadri principali.
Un giovane assistente è incaricato di portare la colazione al professore, ma egli lo ignora, preso dai suoi calcoli; l'inserviente lo segue mentre si sposta a controllare tutti i macchinari e si inchina di nuovo mentre il professore torna ai suoi studi: interrotto di nuovo e stufato dall'insistenza tirerà un calcione al vassoio della colazione, mandando il giovanetto al diavolo.
Altri studiosi e interessati, con le mogli vengono a vedere i progressi del lavoro. Craziloff allora anticipa alcuni dei componenti del treno fantastico: una cabina sottomarina e una ghiacciaia, che preannunciano allo spettatore una parte delle avventure successive.

### Terzo quadro: la fonderia
Il gruppo si dirige quindi nella vicina stanza della fonderia, dove sta per avvenire la fusione di un pezzo colossale d'acciaio. L'inserviente curioso si sporge a guardare il calderone aperto nel pavimento, ma il professore lo redarguisce intimandogli di allontanarsi per il pericolo del troppo calore. Purtroppo un'anziana signora del gruppo non sente la sua raccomandazione e, avvicinatasi troppo alle fiamme, rimane quasi soffocata dal fumo e dal calore; portata in una zona più sicura (l'angolo destro in primo piano) viene fatta rinvenire con un po' d'acqua sul volto ma appena rinviene non sembra gradire il gesto, anzi prende il secchio da colui che l'ha rianimata e glielo rovescia contro per vendetta.

### Quarto quadro: la biglietteria

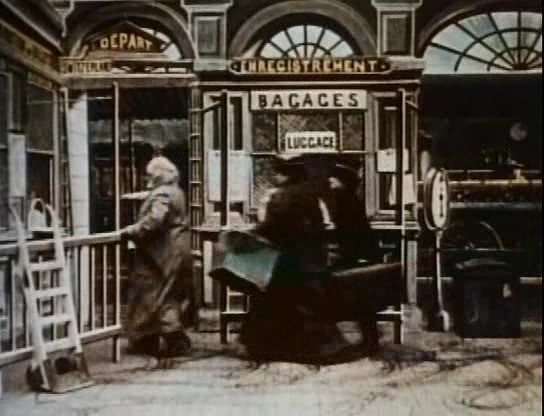
La biglietteria

Il quadro successivo mostra la biglietteria della stazione dove parte il treno straordinario (che si vede dalla porta sulla destra), arricchita da un paio di scenette. I viaggiatori desiderosi di fare questa meravigliosa esperienza si affrettano a fare il biglietto e salire. L'inserviente pasticcione sta portando le grosse valigie di una coppia ma viene ripetutamente travolto dalla folla di passaggio. Alla fine molla uno schiaffone a un facchino che l'ha urtato con un carrello e in tutta fretta si dirige verso l'entrata ai binari: per fortuna perché i due successivi passeggeri ritardatari arrivano appena in tempo per vedere la porta chiudersi. Il treno allora parte, con tutti i suoi strani vagoni che si intravedono dall'apertura a destra.

### Quinto quadro: panorama svizzero
La prima destinazione è la Svizzera. In un panorama con le Alpi sullo sfondo si vede passare il trenino sbuffante, che svela finalmente la composizione dei suoi vagoni: la locomotiva, due palloni dirigibili, un'automobile, una ghiacciaia, un sottomarino e un paio di vagoni passeggeri.

### Sesto quadro: sul treno
Il quadro soggettivo mostra il treno sezionato, per mostrare quello che avviene dentro. I passeggeri chiacchierano amabilmente e arrivano in stazione preparandosi a scendere.

### Settimo quadro: arrivo alla stazione

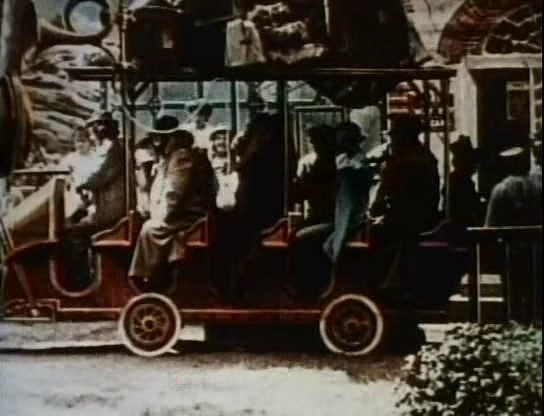
L'automobile

Con un overlap (scarto temporale) si rivede il treno arrivare in stazione, ma dalla prospettiva degli abitanti locali, che accorrono a vedere lo spettacolo mai visto. I passeggeri scendono e salgono sull'auto, scaricata dal treno, che è dotata di numerosi accessori, come un grosso corno, e coperta dai numerosissimi bagagli dei passeggeri.

### Ottavo quadro: l'incidente
L'auto sembra però avere dei problemi a frenare: nonostante i vistosi gesti dei paesani locali, essa va schiantarsi contro un muro sfondandolo fragorosamente.

### Nono quadro: il banchetto
L'auto, che nel quadro precedente sembrava stoppata sul muro, lo ha invece sorpassato e vediamo l'interno della stanza dove si stava svolgendo un banchetto: gli astanti sono impauriti dall'improvvisa irruzione, ma sono ancora più stupiti perché l'auto passa sul loro tavolo come se niente fosse, sbucando via dal lato opposto.
L'imbonitore che narrava la storia in questo punto poteva pronunciare qualcosa come le parole dell'autista, che dice magari "Non vi disturbate... siamo solo di passaggio!".

### Decimo quadro: gita sulle Alpi
L'auto (diventata automobilina), corre su e giù per le montagne, finché non arriva in cima a un precipizio, dal quale rovina giù.

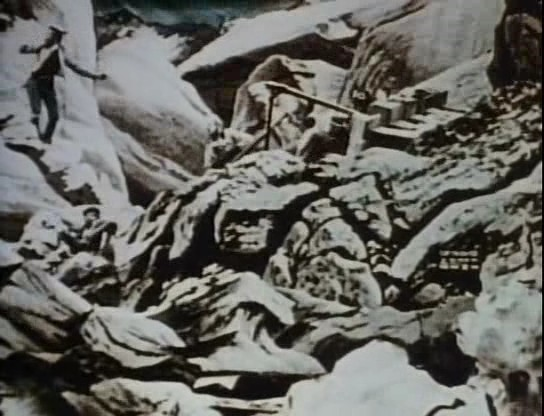
L'incidente

### Undicesimo quadro: l'incidente
Tornati alla dimensione normale, si vede l'auto rovinare fragorosamente a terra, distruggendosi. I passeggeri piano piano si rialzano, aiutati anche da quattro alpinisti provvidenzialmente arrivati, e vengono aiutati a risalire il crepaccio. Pare che per fortuna non ci siano vittime.

### Dodicesimo quadro: l'ospedale
In un ospedale si curano i feriti, tra infermiere che aiutano in tutti i modi i poveri passeggeri.

### Tredicesimo quadro: nuova partenza

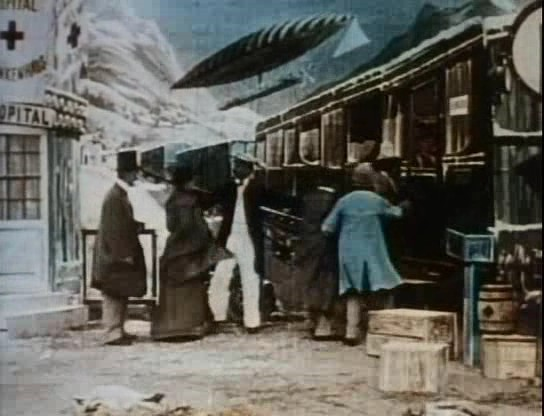
Ripartenza

Dopo cinque settimane tutti sono guariti e nella stazione del luogo sono pronti per tornare a bordo del treno e ripartire. Sale l'inserviente pasticcione, che saltella felice e sale per ultimo Craziloff, sorreggendosi sul bastone, che si volta per stringere la mano e ringraziare il dottore.

### Quattordicesimo quadro: il trampolino
Di nuovo si vede il trenino in miniatura che continua il suo viaggio. Imboccata una montagna appuntita, la usa come trampolino per spiccare il volo verso il cielo, grazie alle due mongolfiere.

### Quindicesimo quadro: viaggio nello spazio
Il trenino vola nello spazio: qui si usa il primo evidente trucco cinematografico, con sovrimpressioni di stelle e pianeti rotanti che il treno sorpassa.

### Sedicesimo quadro: apparizione del Sole

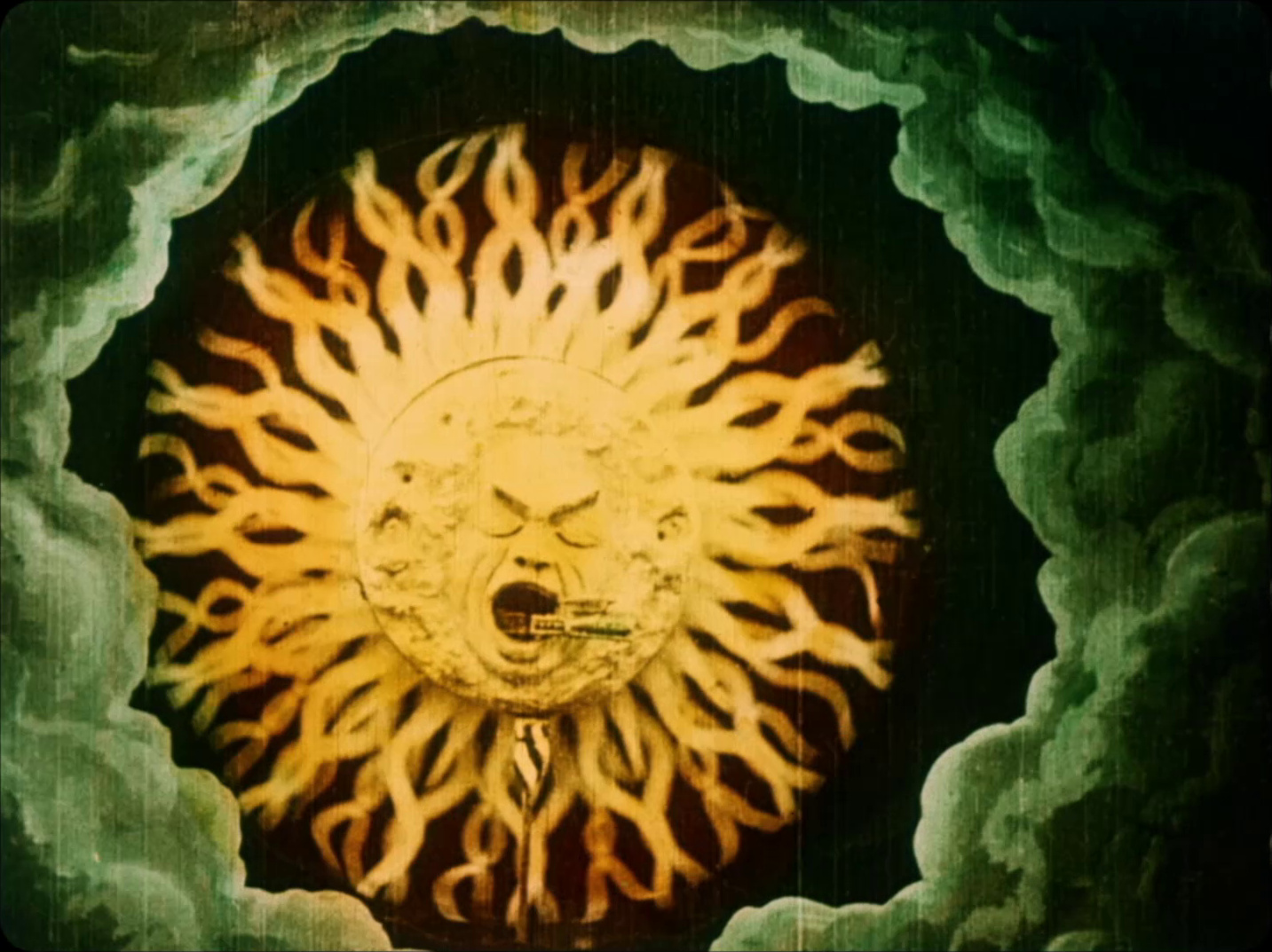
Il treno entra in bocca al Sole

Tra le nuvole appare quindi il sole, realizzato tramite il trucco dell'esposizione multipla. Restando ferme le nuvole, la parte centrale è stata impressa in un secondo momento, mostrando il sole che si ingigantisce per l'avvicinarsi della cinepresa. Il sole, come in altre opere di Méliès, è un astro con al centro una faccia umana. In genere è raffigurato con una faccia vera che si muove, ma quando deve interagire col trenino viene sostituita con un modellino riproducente la faccia.
Il Sole sta sorgendo e sbadiglia insonnolito. Purtroppo però il treno gli arriva proprio in bocca, ma sembra essere indigesto: infatti il sole, per il bruciore, inizia a sputare fiamme e fumo, cercando di sputarlo.

### Diciassettesimo quadro: sulla superficie del Sole

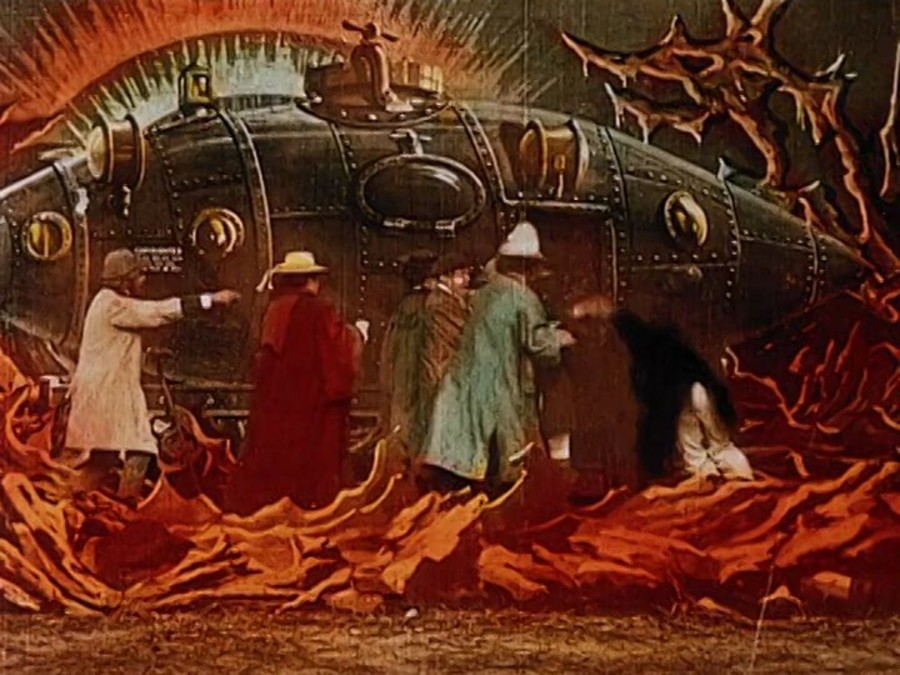
Il treno sosta sulla superficie del Sole

Si vede la brulla superficie solare, dove il treno cade rovinosamente, accartocciandosi. Qui c'è un altro overlap, perché si scopre che le fiamme viste nella scena precedente, sono causate dall'impatto del treno stesso. Quando si dirada il fumo si vedono i vagoni a pezzi. I viaggiatori escono indolenziti e fortunatamente si accorgono di essere tutti malconci ma illesi dalla disavventura.

### Diciottesimo quadro: la ghiacciaia

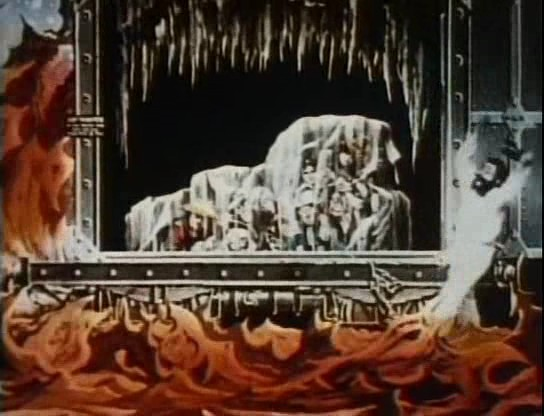
La ghiacciaia

Craziloff porta il gruppo a scoprire le meraviglie della superficie solare, ma, siccome il Sole sta sorgendo, anche il calore sta aumentando e iniziano a scoppiare incendi qua e là. Per fortuna il gruppo dispone di una ghiacciaia (Glacière), dove tutti possono rifugiarsi. L'ultimo a entrare è Craziloff, ma quando apre lo sportello si accorge con orrore che i suoi compagni sono stati tutti congelati! Sfila allora il lato frontale della carrozza-ghiacciaia e, con della paglia trovata in loco, accende un fuoco che riscaldi il ghiaccio sciogliendolo. La cosa funziona e tutti si affrettano a lasciare l'ambiente inospitale del Sole.

### Diciannovesimo quadro: il sottomarino
Viene allora tirata fuori la carrozza-sottomarino, che passa su un meraviglioso paesaggio solare.
Tramite una scaletta salgono tutti e il sottomarino parte.

### Ventesimo e ventunesimo quadro: ritorno sulla Terra
Arrivati sul crinale di un precipizio il sottomarino precipita giù e tramite un'intuitiva forza di gravità torna sulla Terra, rallentato da un paracadute. La scena successiva mostra il cielo dove cade il sottomarino.

### Ventiduesimo e ventitreesimo quadro: fondale marino

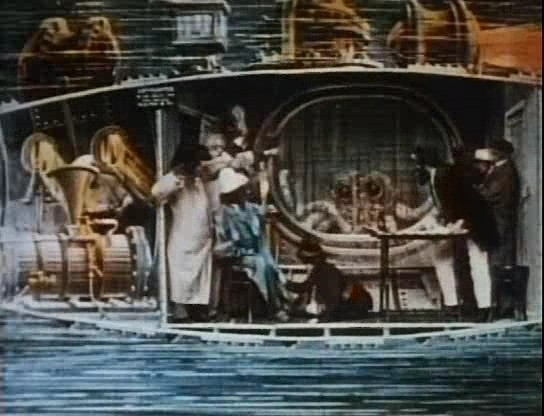
Apparizione della piovra

Caduto in acqua, con un tuffo sulla superficie del mare creato con la tecnica della sovrimpressione, il sottomarino attraversa il fondale, pieno di alghe e di pesci che scorrazzano (ottenuti filmando attraverso un acquario).

### Ventiquattresimo quadro: dentro il sottomarino
Si vede l'interno del sottomarino tramite uno spaccato. Vi sono due stanze: una dove ci sono gli ospiti della spedizione attorno a Craziloff e alle sue carte; una sala macchine dove c'è un marinaio e l'inserviente pasticcione che curiosa (venendo presto cacciato).
Intanto il gruppo decide di aprire la finestra del sottomarino per guardare fuori: lo spettacolo è bello, finché non compare una piovra minacciosa che terrorizza gli astanti. Allora viene deciso di chiudere la finestra.
Intanto però in sala macchine scoppia un incendio. Tutti cercano di spegnerlo con l'acqua, ma alla fine il sottomarino esplode.

### Venticinquesimo quadro: il porto

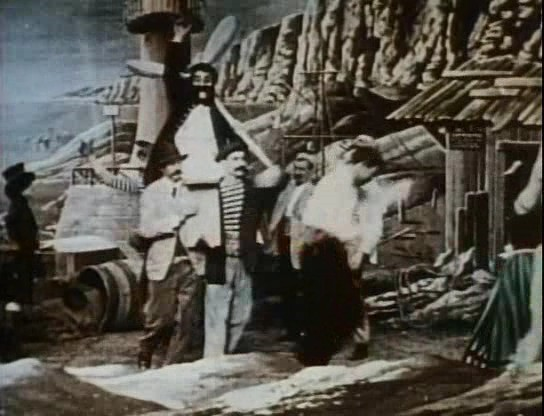
Il rientro

In un porto le persone del luogo, abbigliate col costume regionale, stanno dedicandosi alle loro occupazioni regolari, quando l'esplosione spedisce a riva i pezzi del sottomarino (overlap).
La punta del sottomarino a terra proprio al centro della scena, dalla quale iniziano ad uscire i reduci: dopo aver capito che sono tutti sani e salvi, si congratulano e accompagnati dalle persone del luogo che fanno festa, tornano in corteo all'Istituto di Geografia Incoerente. Craziloff, come souvenir, si porta l'elica del sottomarino. L'ultimo della fila è l'inserviente pasticcione, che saltella allegro come sempre.

### Ventiseiesimo quadro: rientro in città
Il gruppo arriva in città, dove trova la banda ad accoglierlo e tutti i cittadini: in pompa magna sfilano e fanno l'ingresso all'Istituto.

## Influenza culturale
- Nella storia "Viaggio attraverso l'impossibile" pubblicata in due parti su Topolino numero 3546 viene fatta una parodia del film con protagonisti Paperone, Pico de Paperis, Paperino, Archimede e Brigitta.